# Khodjali
Khodjali (en azéri : Xocalı) est une ville du Karabagh située dans le raïon de Khodjali en Azerbaïdjan. 

## Géographie
Khodjali est située au sein de la vallée du Badara, dans le Haut-Karabagh, à 14 km au nord de Khankendi et à 18 km au sud-ouest d'Agdam. Elle est desservie par l'axe routier reliant Ievlakh au nord à Latchine au sud-ouest.

## Histoire
La ville a donné son nom à la culture Khodjali-Gədəbəy.
Pendant la période soviétique, le village, majoritairement peuplé d'Azéris, fait partie de l'oblast autonome du Haut-Karabagh au sein de la république socialiste soviétique d'Azerbaïdjan.
Au cours de la guerre du Haut-Karabagh, la ville est le théâtre du massacre d'Azéris le 26 février 1992. Elle est alors intégrée à la région d'Askeran, au sein de la république autoproclamée du Haut-Karabagh. En 2001, à l'occasion du dixième anniversaire de la proclamation de la république, les autorités locales rebaptisent la ville du nom d'Ivanian, en mémoire du général Kristapor Ivanian (1920-1999), un des fondateurs des forces armées du Haut-Karabagh.
En novembre 2020, à l'issue de la seconde guerre du Haut-Karabagh, la ville demeure dans le territoire contrôlé par le Haut-Karabagh, sous la protection des forces d'interpositions russes.
À la suite de l'offensive éclair des forces armées azerbaïdjanaises les 19 et 20 septembre 2023, la ville repasse sous le contrôle de l'Azerbaïdjan, comme l'ensemble du Haut-Karabagh, entraînant l'exode de ses habitants vers l'Arménie.
Le 15 octobre suivant, le président Ilham Aliyev hisse le drapeau de l'Azerbaïdjan dans la ville.

## Démographie
La population s'élevait à 908 habitants en 2005 et à 1 397 habitants en 2015.